# Studio Hari
Studio Hari ou Hari Studios est une société de production française de séries d'animation 3D fondée en 2006.

## Historique
Josselin Charier et Antoine Rodelet fondent Studio Hari en 2006. À la fois société de production et studio d'animation, la société est spécialisée dans les séries d'animation en 3D.
En 2007, Studio Hari produit avec France Télévisions, la série La Chouette.
En 2009, avec France Télévisions et Canal J, Studio Hari lance Léon (t)erreur de la savane. La série connaît un succès mondial et est diffusée dans 150 pays.
L'année suivante, le studio produit Les Gees avec Gulli.
Fort du succès de sa première production, le studio produit en 2012 La Chouette & Cie. Cette même année, au studio parisien s'ajoute un deuxième studio situé à Angoulême.
En 2014, une application mobile autour du personnage de La Chouette, Chouettage de plombs !, est éditée sur les plateformes iOS  et Android et deux programmes spéciaux voient le jour. Il s'agit de deux cross-over entre les séries La Chouette & Cie et Les As de la jungle à la rescousse (Drôle d'oiseau produit par TAT Productions et Master Films et Opération chouettage de dragon produit par Studio Hari).
Lors de la 21e édition du prix Procirep du producteur français de télévision, Studio Hari remporte le prix du producteur français 2014 dans la catégorie animation.
En 2015, La Chouette & Cie s'offre une deuxième saison.
Cette même année, le festival italien Cartoons on the Bay distingue La Chouette & Cie en lui offrant le Pulcinella award 2015 Best Kids TV series.
L'année suivante, Studio Hari produit une nouvelle série Grizzy et les Lemmings. Une deuxième saison sera mise en production en 2018.
En février 2018, la série est récompensée du Laurier dans la catégorie animation jeunesse, lors de la 23e cérémonie des Lauriers de la radio et de la télévision et du Kidscreen Award de la meilleure série animée, catégorie Kids, lors du Kidscreen Summit 2018 à Miami.
En 2020, une troisième saison "World Tour" de Grizzy et les Lemmings est lancée.
Une quatrième saison est en cours de production.
En 2017, le studio produit la série Pipas & Douglas, primée en 2018 au festival de Turin Cartoons on the bay,.
En 2022, Hari produit une nouvelle série Mystery lane, récompensée en juin 2023 à la 27ème édition de Cartoons on the Bay, en Italie, du Pulcinella award dans la catégorie Best Kids TV series (7-11 ans).
En 2024, Hari travaille sur une nouvelle série slapstick "The Weasy Family" qui suit les aventures de Weasy, une belette opportuniste, et de ses deux filles adoptives, des canetons.

## Séries télévisées d'animation
- 2006 : La Chouette
- 2009-2010 : Léon (t)erreur de la savane
- 2010 : Les Gees
- 2014 : La Chouette & Cie
- 2016 : La Chouette & Cie (saison 2)
- 2015-2016 : Grizzy et les Lemmings
- 2017 : Pipas & Douglas
- 2018 : Grizzy et les Lemmings (saison 2)
- 2020 : Grizzy et les Lemmings - Autour du monde (saison 3)
- 2021-2023 : Mystery lane
- 2024 : Grizzy et les Lemmings - Autour du monde (saison 4 en production)
- 2024  The Weasy Family (saison 1 en production)
- 2024 : Mystery lane (saison 2 en production)

## Autres productions
- 2014 : Opération chouettage de dragon (Drôle D'oiseau) (cross-over entre La Chouette & Cie et Les As de la jungle à la rescousse)
- 2014 : Chouettage de plombs ! (application mobile)